# Юга Віртанен
Юга Іларі Віртанен (фін. Juha Ilari Virtanen) — фінський письменник, журналіст та дипломат. Сьомий Надзвичайний і Повноважний Посол Фінляндії в Україні після відновлення незалежності у 2015—2019 роках. Фахівець з Латинської Америки. Працював у Генеральному консульстві Фінляндії у Санкт-Петербурзі.

## Біографія
Юга Іларі Віртанен відомий у Фінляндії як письменник і журналіст, також є бакалавром філософії Університету Турку.
Працював директором Департаменту Латинської Америки і Карибського басейну МЗС Фінляндії, у посольстві Фінляндії у Парижі й був заступником Генерального консула Фінляндії в Санкт-Петербурзі.
До призначення на дипломатичну службу в Україні, був Надзвичайним і Повноважним Послом Фінляндії в Перу з грудня 2011.
З 3 вересня 2015 року до 31 травня 2019 року — Надзвичайний і Повноважний Посол Фінляндії в Україні. 17 вересня 2015 вручив вірчі грамоти президенту України, Петру Порошенку.